# جراند ثفت أوتو: ليبرتي سيتي ستوريز
جراند ثفت أوتو: ليبرتي سيتي ستوريز (بالإنجليزية: Grand Theft Auto: Liberty City Stories) هي لعبة عالم مفتوح اكشن مغامرة وضعتها روك ليدز بالتزامن مع روك الشمالية والتي نشرتها روك الألعاب . صدرَت في 24 أكتوبر عام 2005 للبلاي ستيشن المحمولة، هي الإصدار التاسع في سلسلة سرقة السيارات الكبرى وسبقه سرقة السيارات الكبرى: سان أندرياس وخلفه سرقة السيارات الكبرى: فايس سيتي. تم نشره وتوزيعه بواسطة شركة كابوم لإطلاق الياباني. وكان أفرج عنه في بلاي ستيشن 3 عبر شبكة بلاي ستيشن في 2 نيسان 2013.

## وصلات خارجية
- جراند ثفت أوتو: ليبرتي سيتي ستوريز على موقع IMDb (الإنجليزية)
- الموقع الرسمي